# Pilot (The Good Wife)
"Pilot" (em português:  Piloto) é o primeiro episódio da primeira temporada da série de televisão The Good Wife. Estreou nos Estados Unidos em 22 de setembro de 2009 e teve uma audiência de 13,71 milhões de pessoas.

## Sinopse
O episódio começa com a declaração da renúncia de Peter Florrick, promotor público do Condado de Cook e marido de Alicia Florrick. Alicia retorna ao trabalho como advogada de defesa na Stern, Lockhart & Gardner convidada por seu amigo de faculdade, Will Gardner, seis meses mais tarde da declaração de seu marido.
Logo ao chegar é designada para seu primeiro caso, o segundo julgamento de uma mulher acusada de matar seu ex-marido. Alicia, ajudada por Kalinda Sharma, a investigadora da firma, percebe que as fitas de vídeo do estacionamento dos últimos dias são idênticas, sendo cópias. Alicia também acha pêlos de gato que mostram que o culpado é o irmão da mulher da vítima.